# Bank Hottinger & Cie
Die Bank Hottinger & Cie AG war eine auf die Anlageberatung und Vermögensverwaltung spezialisierte Schweizer Privatbank.

## Geschichte

### Wurzeln und Gründung
Das Bankhaus wurde 1968 in Zürich gegründet. Seine Wurzeln reichten jedoch bis zur 1786 von Hans Konrad Hottinger in Paris gegründeten Banque Hottinguer. Hottinger entstammte einer seit 1362 urkundlich in Zürich nachweisbaren Familiendynastie und wurde 1810 vom französischen Kaiser Napoleon I. geadelt, der ihm die erbliche Baronie (Baron de l’Empire) verlieh. 1784 war Hottinger in Paris ansässig geworden, wo er sich Jean-Conrad nennen liess; der Familienname wurde aus Gründen der Aussprache ab 1799 mit einem u ergänzt und zu Hottinguer geändert. Nach über 180 Jahren Banktradition in Paris kamen die Nachkommen der ehemaligen Zürcher Bürgersfamilie nach Zürich zurück und traten ab 1968 unter dem Namen Hottinger & Compagnie als Privatbankiers auf.

### Geschäftstätigkeit
2010 wurde die bis dahin in Form einer Kommanditgesellschaft mit unbeschränkt und solidarisch haftenden Teilhabern organisierte Bank in eine Aktiengesellschaft mit dem Namen Hottinger & Cie AG umgewandelt. Seit 2012 firmierte das Unternehmen unter Bank Hottinger & Cie AG. Nebst ihrem Hauptsitz in Zürich war die Bank in Genf, Basel, Sitten, Brig und New York präsent.
Im Frühjahr 2013 wurde die rechtlich selbständige Genfer Vermögensverwaltungsgesellschaft Hottinger & Partners AG in einen Betrugsskandal verwickelt. Der vorher für Hottinger & Cie tätige Fabien Gaglio hatte 2013 gestanden, Gelder seiner damaligen Kunden in Höhe von mehr als 100 Millionen Franken veruntreut zu haben.

### Konkurs
Am 26. Oktober 2015 hat die Eidgenössische Finanzmarktaufsicht den Konkurs über die Bank eröffnet. Der Bank drohe eine Überschuldung. Eine Sanierung sei geprüft worden, habe aber nicht erreicht werden können. Als Konkursliquidatoren wurden Brigitte Umbach-Spahn und Karl Wüthrich eingesetzt.